# WHOIS
WHOIS (del inglés who is, «quién es») es un protocolo TCP basado en petición/respuesta para efectuar consultas en una base de datos que permite determinar el propietario de un nombre de dominio o una dirección IP en Internet. Las consultas WHOIS se pueden realizar bien a través de una utilidad para línea de comandos, o bien a través de una multitud de páginas web públicas que permiten realizar estas consultas. Estas páginas siguen dependiendo internamente del protocolo WHOIS para conectar a un servidor WHOIS y hacer las peticiones. Los clientes para línea de comandos siguen siendo muy usados por administradores de sistemas.

## Tipos de respuesta
Existen dos formas de almacenar la información en un servidor WHOIS: el modo "denso" y "ligero". 
Con el modelo "denso", un servidor WHOIS almacena toda la información de un conjunto de dominios o IPs (con lo que ese servidor es capaz de responder a cualquier consulta de dominios .org, por ejemplo). 
Con el modelo "ligero", un servidor WHOIS guarda el nombre de otro servidor WHOIS que tiene los datos completos del registrador (como en el caso de los .com) y otros datos básicos. Para acceder a todos los datos hay que realizar una segunda consulta al servidor que tiene todos los datos. El método "denso" es más rápido, pues solo implica realizar una consulta. No hay un estándar en el protocolo WHOIS para distinguir entre estos tipos de respuesta.

## Consulta de ejemplo
A continuación se muestra el WHOIS de wikipedia.org:
```
 Domain Name:WIKIPEDIA.ORG
 Created On:13-Jan-2001 00:12:14 UTC
 Last Updated On:08-Jun-2007 05:48:52 UTC
 Expiration Date:13-Jan-2015 00:12:14 UTC
 Sponsoring Registrar:GoDaddy.com, Inc. (R91-LROR)
 Status:OK
 
 Registrant ID:GODA-09495921
 Registrant Name:System Administrator
 Registrant Organization:Wikimedia Foundation, Inc.
 Registrant Street1:200 2nd Avenue S. #358
 Registrant Street2:
 Registrant Street3:
 Registrant City:Saint Petersburg
 Registrant State/Province:Florida
 Registrant Postal Code:33701-4313
 Registrant Country:US
 Registrant Phone:+1.17272310101
 Registrant Phone Ext.:
 Registrant FAX:+1.17172580207
 Registrant FAX Ext.:
 Registrant Email:dns-admin@wikimedia.org
 
 Admin ID:GODA-29495921
 Admin Name:System Administrator
 Admin Organization:Wikimedia Foundation, Inc.
 Admin Street1:200 2nd Avenue S. #358
 Admin Street2:
 Admin Street3:
 Admin City:Saint Petersburg
 Admin State/Province:Florida
 Admin Postal Code:33701-4313
 Admin Country:US
 Admin Phone:+1.17272310101
 Admin Phone Ext.:
 Admin FAX:+1.17172580207
 Admin FAX Ext.:
 Admin Email:dns-admin@wikimedia.org
 
 Tech ID:GODA-19495921
 Tech Name:System Administrator
 Tech Organization:Wikimedia Foundation, Inc.
 Tech Street1:200 2nd Avenue S. #358
 Tech Street2:
 Tech Street3:
 Tech City:Saint Petersburg
 Tech State/Province:Florida
 Tech Postal Code:33701-4313
 Tech Country:US
 Tech Phone:+1.17272310101
 Tech Phone Ext.:
 Tech FAX:+1.17172580207
 Tech FAX Ext.:
 Tech Email:dns-admin@wikimedia.org
 
 Name Server:NS0.WIKIMEDIA.ORG
 Name Server:NS1.WIKIMEDIA.ORG
 Name Server:NS2.WIKIMEDIA.ORG
```

## Realizar consultas WHOIS

### Clientes de línea de comandos
En un principio la única forma de contactar con un servidor WHOIS era mediante el uso de un cliente de línea de comandos. En la mayoría de los casos era en un sistema Unix. El cliente WHOIS es distribuido como software libre, aunque varias implementaciones comerciales de Unix tienen sus propias versiones (por ejemplo Sun Solaris 7)
Un cliente WHOIS de línea de comandos típico tiene opciones para indicarle a qué servidor realizar las consultas, con servidores WHOIS por defecto ya preparados.
El cliente whois del proyecto GNU, a diferencia de otros clientes WHOIS, usa un archivo externo de configuración para determinar a qué servidor de WHOIS realizar cada consulta. Esto permite adaptarse con rapidez a los cambios.

### Clientes web
Actualmente es muy común realizar las consultas mediante páginas web, que normalmente no son más que una simple interfaz para el cliente de línea de comandos.

### Módulos de Perl
Hay múltiples módulos para Perl que trabajan con servidores WHOIS.

## Problemas
- Privacidad: Aparecen los datos de contacto del registrador, incluyendo números de teléfono y direcciones. Esta información está disponible públicamente en Internet.
- Spam: Los spammers habitualmente capturan direcciones de correo electrónico en texto plano de las respuestas de los servidores WHOIS. Algunos servidores incluyen sistemas tipo Captcha, en el que los usuarios deben de introducir las letras que aparecen en una imagen (para evitar consultas automáticas).[3]
- Compatibilidad con alfabetos distintos al del inglés: no se escribió con la idea de internacionalizarlo. Un servidor de WHOIS no puede indicar qué codificación de texto usa.
- Falta de una lista centralizada de servidores WHOIS: No existe una lista con todos los servidores WHOIS. Por lo tanto, las personas que escriben herramientas de WHOIS necesitan encontrar o elaborar su propia lista.
- Cada servidor responde de manera distinta, por lo que es complicado sacar la información de cada campo automáticamente.

## Whois privado
Aquellas personas o entidades que lo deseen, pueden evitar que sus datos de contacto sean de acceso público mediante el sistema de WHOIS.
Existen varios tipos de servicios:
- Servicio de privacidad: el cliente registra el dominio con sus datos reales, pero dichos datos no se revelan a las consultas WHOIS, sino que se devuelven datos vacíos o sustituidos por textos indicando que los datos no son reales por motivos de privacidad.
- Servicio de representación (proxy en inglés): El proveedor registra el nombre de dominio a su nombre y otorga una licencia de uso al cliente. Así, se publica la información de contacto del proveedor del dominio en lugar de los datos de contacto del cliente.